# Michel Jourdain Jr.
Michel Jourdain Lascurain (Ciudad de México, México; 2 de septiembre de 1976) es un piloto de automovilismo mexicano-belga.

## Carrera

### Inicios
Jourdain Jr. nació en la Ciudad de México en 1976, es hijo del expiloto de carreras belga-mexicano y promotor del deporte automovilístico en México Michel Jourdain Sr. Empezó a correr en la Fórmula Junior mexicana a los 12 años. De ahí pasó a la Fórmula K de su país y dio el salto a la Fórmula 2.

### CART e IndyCar
Con sólo 19 años, Michel Jourdain Jr. se convirtió en uno de los pilotos más jóvenes en competir en las CART World Series (actualmente, IndyCar), incluidas las 500 millas de Indianápolis (correspondientes a la IndyCar). En 2001 logró su primer podio en la categoría, con el equipo Bettenhausen Racing. En 2003, al volante de un Rahal Letterman Lanigan Racing, obtuvo su primera pole position y dos victorias, finalizando tercero en el campeonato. Terminó su carrera en la CART con un total de 9 podios.
Reaparecería para correr las 500 millas de Indianápolis de 2012, con Rahal, siendo compañero de Takuma Satō. Finalizó la histórica carrera en 19º puesto. En 2013, volvió a intentar competir en las 500 millas con el mismo equipo, pero no pudo clasificarse.

### NASCAR
En 2005, Jourdain Jr. pasó a competir en la NASCAR toda la temporada, repitiendo en 2006. Volvería a esta categoría en 2008.

### Turismos
En 2007, Jourdain Jr. se incorporó al Campeonato Mundial de Turismos (WTCC) de la mano del equipo oficial de SEAT, aunque no obtuvo grandes logros (un 6º puesto como mejor resultado).

### A1GP
También participó en 4 pruebas de la temporada 2007-08 de la A1 Grand Prix, representando a México.

### Rally
En 2010 incursionó en competiciones de rally. Su primera participación fue en el Rally de México. Durante la misma temporada participó en el PWRC y en el Campeonato de España de Rally de Tierra, donde obtuvo su primera victoria de rally al ganar en el Grupo N del Rally de Pozoblanco; también participó en el Rally de las 24 Horas del Campeonato Mexicano de Rallys.

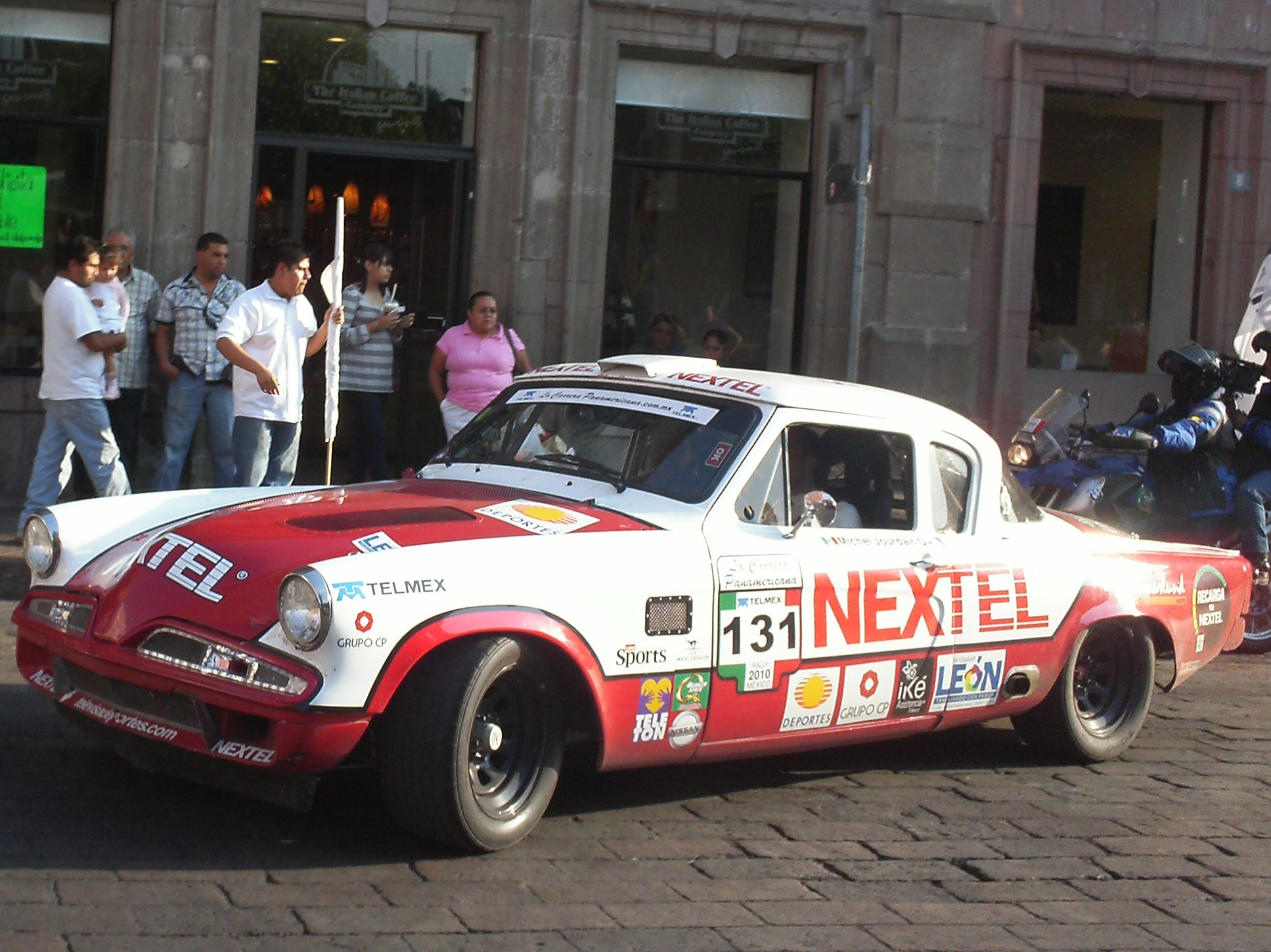
El Studebaker de Jourdain, Jr., y Miguel Ángel Diez, segundos absolutos en la Carrera Panamericana 2010.

En la Carrera Panamericana de 2010 obtuvo el segundo con su navegante Miguel Ángel Diez en un Studebaker 1953 y a 12.9 segundos detrás del ganador de la prueba Harri Rovanperä.
Su mejor resultado en el PWRC lo obtuvo en el Rally de Gran Bretaña de 2010, donde obtuvo el séptimo lugar, mientras que en el WRC su mejor resultado fue el decimocuarto lugar en el Rally de México de 2011, la única prueba en que participó en esa temporada.

## Vida personal
Michel Jourdain Jr., es hijo de Michel Jourdain Sr. y sobrino de Bernardo Jourdain, ambos ex-pilotos profesionales.
Se casó en 2003 con Nora Chedraui López, con quien tiene tres hijos: Michel, Marco y Silvia. Ya están divorciados